# Elsa Plath-Langheinrich
Elsa Plath-Langheinrich, geborene  Elsa Langheinrich (* 21. Januar 1932 in Gersfeld), ist eine deutsche Autorin und Heimatforscherin.

## Leben
Sie wurde im Pfarrhaus in Gersfeld (Rhön) geboren und wuchs zusammen mit ihren sechs Geschwistern auf. Sie besuchte die Marienschule in Fulda und begann 1950 ein Studium der Katechetik und der Kirchenmusik an der Kirchenmusikschule in Schlüchtern. Dort lernte sie ihren späteren Ehemann Richard Plath (* 17. September 1930 in Kiel; † 23. Dezember 2010 in Uetersen) kennen. Nach Abschluss des Studiums erhielt sie eine Stelle als Kantorin und Organistin an der St.-Thomas-Kirche in Lübeck. Diese Tätigkeiten gab sie 1956 auf und folgte dem zukünftigen Kantor und Kirchenmusikdirektor der Klosterkirche Uetersen Richard Plath nach Uetersen, um ihn dort zu heiraten. Auch als Ehefrau blieb Elsa Plath-Langheinrich beruflich engagiert und gab Klavierunterricht, unterstützte die Arbeit ihres Mannes, auch nachdem ihre drei gemeinsamen Kinder geboren wurden (Zweitgeborene: Ulrike Streck-Plath). Daneben begann sie mit intensiven historischen Studien über das Kloster Uetersen, deren bedeutendstes Ergebnis das 1989 erschienene Buch Als Goethe nach Uetersen schrieb: Das Leben der Conventualin Augusta Louise Gräfin zu Stolberg-Stolberg war. Neben ihrer Tätigkeit als Autorin betreut sie auch das historische Archiv des Klosters Uetersen. Zudem gründete sie den Verein „Klostertage Uetersen“, der alle zwei Jahre Konzerte und Vorträge veranstaltet.

## Ehrungen
- Im Jahr 2000 wurde ihr die Verdienstmedaille des Verdienstordens der Bundesrepublik verliehen.
- 2006 erhielt sie die Uetersener Rosennadel.

## Werke (Auswahl)
- Die fliegende Geige in Uetersen. Eine Geschichte aus der Zeit des Uetersener Kirchbaus 1749. Nach historischen Quellen und nach eigener Fantasie geschrieben. (= Uetersenensien. Bd. 1, ZDB-ID 2294691-3). Mit Fotos von Gerd Nelaimischkis und Zeichnungen von Ulrike Plath. Selbstverlag, Uetersen 1983.
- Vom Ueterst End nach Uetersen. Ein unterhaltsamer Gang durch 750 Jahre Uetersener Geschichte. Auf der Grundlage überlieferter Historie in Reime gesetzt für ein Spiel der Klosterkinderchöre zum Heimatjubiläum. 750 Jahre Uetersen (= Uetersenensien. Bd. 3). Selbstverlag, Uetersen 1984.
- Das verkehrte Horn in der Klosterkirche zu Uetersen. Eine Erzählung. Selbstverlag, Uetersen 1985.
- Als Goethe nach Uetersen schrieb. Das Leben der Conventualin Augusta Louise zu Stolberg-Stolberg. Wachholtz, Neumünster 1989, ISBN 3-529-02695-6.
- Theodor von Kobbe: Die Schweden im Kloster Uetersen. Unheimliche Geschichten in historischem Rahmen (= Uetersenensien. Bd. 5). 162 Jahre nach ihrem Erscheinen für heutige Leser wieder ans Licht geholt. Mit Illustrationen versehen von Lieselotte Schönfelder. Selbstverlag, Uetersen 1992 (Überarbeitete Ausgabe des Romans).
- Das Uetersener Weihnachtsspiel. Für die evangelische Kirche „Am Kloster“ zu Uetersen (= Uetersenensien. Bd. 6). Mit Illustrationen versehen von Ingrid Rudloff-Kramme. Selbstverlag, Uetersen 1995.
- als Herausgeberin: Johann Wolfgang Goethe: Briefe an Augusta Louise zu Stolberg. Goethes Briefe ins holsteinische Kloster Uetersen. Wachholtz, Neumünster 1999, ISBN 3-529-02682-4 (4., neu durchges. und verbesserte Aufl. ebenda 2010, ISBN 978-3-529-02682-9).
- Das Engelkonzert in der Klosterkirche zu Uetersen. Eine Betrachtung des Deckengemäldes in Versen. Mit Illustrationen von Helmut Seestädt. Selbstverlag, Uetersen 2000, ISBN 3-00-006242-4.
- Heute will ich fröhlich, fröhlich sein … Von der Freundschaft zwischen der Uetersener Konventualin Augusta Louise Gräfin zu Stolberg-Stolberg und dem Wandsbecker Bothen Matthias Claudius. Heiteres und Ernstes aus Briefen, alten Schriften und Archiven ans Licht geholt. Wachholtz, Neumünster 2005, ISBN 3-529-02605-0.
- Das Kloster am Uetersten End. Ein kleiner Wegweiser durch den historischen Park des einstigen Zisterzienserinnenklosters und späteren Adeligen Damenstiftes Uetersen. C. D. C. Heydorns Verlag, Uetersen 2008, ISBN 978-3-934816-04-6.
- Vom Zisterzienserinnenkloster zum Adeligen Damenstift im holsteinischen Uetersen. Aus acht Jahrhunderten. = Kloster Uetersen in Holstein. Mit Zisterzienserinnen und adeligen Stiftsdamen durch acht Jahrhunderte. Wachholtz, Neumünster 2008, ISBN 978-3-529-02813-7.
- Goethes Flirt mit Schleswig-Holstein. Briefe an Augusta Louise zu Stolberg-Stolberg im holsteinischen Kloster Uetersen. Boyens Buchverlag, Husum 2018. ISBN 978-3-8042-1483-5.